# Фрекецей (комуна, Бреїла)
Фрекецей (рум. Frecăței) — комуна у повіті Бреїла в Румунії. До складу комуни входять такі села (дані про населення за 2002 рік):
- Агауа (519 осіб)
- Салча (73 особи)
- Стоєнешть (38 осіб)
- Тітков (582 особи)
- Фрекецей (421 особа)
- Чистія (17 осіб)

Комуна розташована на відстані 168 км на схід від Бухареста, 43 км на південь від Бреїли, 89 км на північний захід від Констанци, 59 км на південь від Галаца.

## Населення
За даними перепису населення 2002 року у комуні проживали 1650 осіб. Усі жителі комуни рідною мовою назвали румунську.
Національний склад населення комуни:
| Національність | Кількість осіб | Відсоток |
| -------------- | -------------- | -------- |
| румуни         | 1649           | 99,9%    |
| угорці         | 1              | 0,1%     |

Склад населення комуни за віросповіданням:
| Релігія     | Кількість осіб | Відсоток |
| ----------- | -------------- | -------- |
| православні | 1649           | 99,9%    |
| реформати   | 1              | 0,1%     |

## Зовнішні посилання
- Дані про комуну Фрекецей на сайті Ghidul Primăriilor